# Mező Ferenc (költő)
Mező Ferenc (Budapest, 1951. április 28. – 2017. augusztus 21.) költő, író, szerkesztő.

## Életpályája
1969-ben villamosipari technikumot végzett. 1969 és 1975 között a Magyar Televízióban világosítóként dolgozott. 1975-1979-ben a Tömegkommunikációs Kutatóközpont kérdezőbiztosa volt. 1979-1983-ban a Gyermekünk című lapnak volt a munkatársa. 1983-ban az ELTE Bölcsészettudományi Kar magyar-népművelés szakán kapott diplomát. 1983-tól a Mozgó Világ prózarovatának szerkesztője.

## Munkássága
A hetvenes évek végén Orbán Ottó mutatta be verseit az Élet és Irodalom "Új hang" rovatában. Publikált  országos heti és havilapokban verset, kritikát, esszét, tárcanovellát, publicisztikát.

## Kötetei
- Ikerbukfenc (Kozmosz, 1981) vers
- Tétova burleszk (Magvető, 1985) vers
- A hedonista búcsúja (Orpheusz, 1991) vers
- Skót nadrág (Ulpius-ház, 2001) kispróza
- Sör és hamu. Válogatott versek, 1981-2009. (Orpheusz, 2009)
- Dackorszak (Kalligram, 2016) vers

## Díjak
- Móricz Zsigmond-ösztöndíj (1982)
- Magyar Lajos díj
- Kassák Lajos XIII. Kerületi Irodalmi Különdíj, 2011